# ألكسندر ماكينزي (مستكشف)

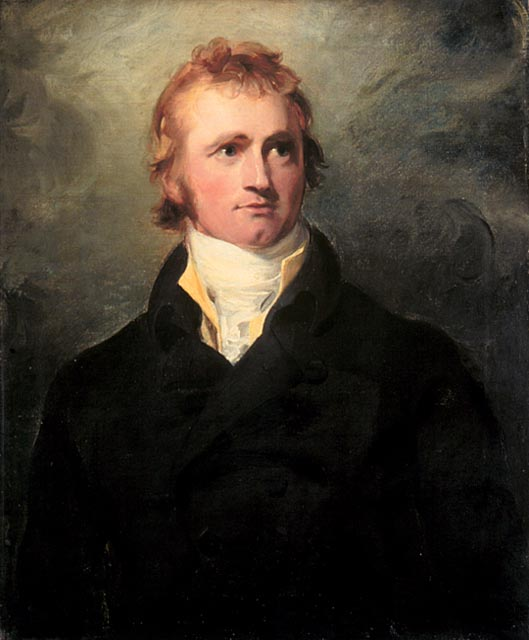
صورة لألكسندر ماكينزي بريشة توماس لورينز ،الصورة متواجدة بمتحف الفنون الجميلة الوطني لكندا.

ألكسندر ماكينزي (sir Alexander Mackenzie) (1764 – 1820)، مستكشف ومغامر كندي.
ولد سنة 1764 بجزيرة اسكتلندية ، ثم هاجر مع عائلته نحو الولايات المتحدة الأمريكية سنة 1774 في المرة الأولى، ثم نحو كندا سنة 1779 في المرة الثانية، أين انضم إلى شركة الشمال الغربي المتخصصة في استغلال الفراء، وفي سنة 1789 قام بأول رحلة استكشافية له في كندا منطلقاً من بحيرة أتاباسكا، هدفها هو إيجاد طريق نحو المحيط الهادي يمر قدر المستطاع عبر المجاري المائية، وبمروره ببحيرة العبيد، صادف منبع لنهر كبير ظن فيه للبادئ أنه يصب في الغرب، ومع تتبع مجرى النهر رأى أن النهر يتجه نحو الشمال أين يصب في المحيط المتجمد الشمالي، وأطلق على النهر المكتشف اسم نهر ماكينزي.
امتاز ألكسندر ماكينزي بعمله الجاد لتوسيع نشاط شركة الشمال الغربي وفرض وجودها في ظل المنافسة الشرسة التي وجدتها من قبل شركة خليج هدسن ، ومع احتدام المنافسة ومع أهمية الأضرار الناجمة عن ذلك، عمل على تشجيع توحيد الشركتين والذي تحقق سنة 1821، أي بعد وفاته بسنة.

## وصلات خارجية
- ألكسندر ماكينزي على موقع الموسوعة البريطانية (الإنجليزية)